# Camió grua
|  | Per a altres significats, vegeu «Grua (desambiguació)». |

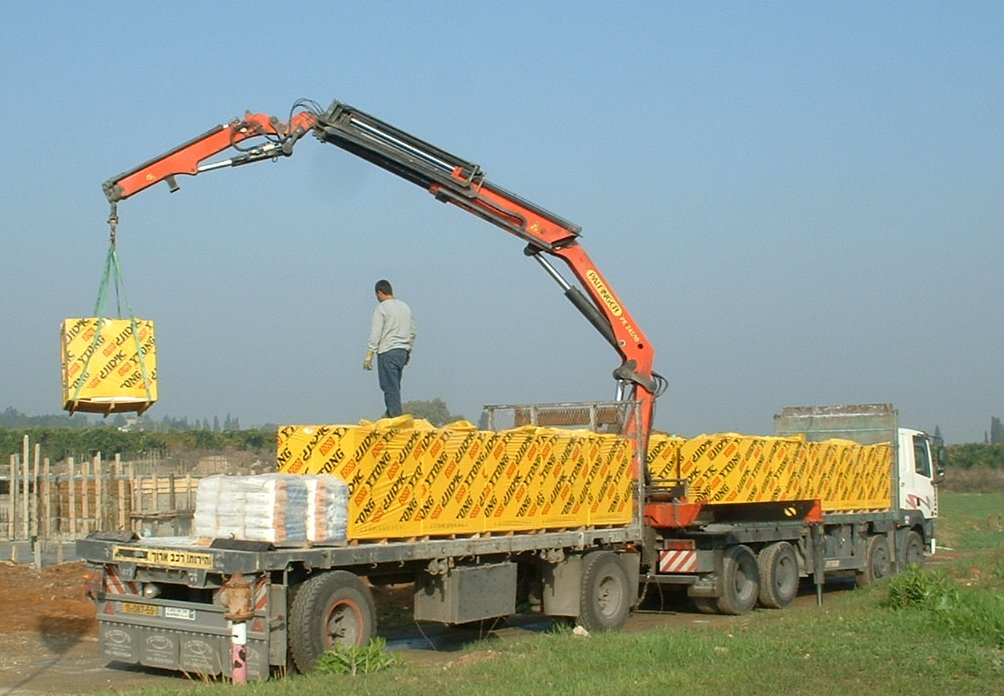
Un camió grua.

Un  camió grua  és aquell que porta incorporat en el seu xassís una grua, que s'utilitza per carregar i descarregar mercaderies en el mateix camió, o per desplaçar aquestes mercaderies dins del radi d'acció de la grua. Amb la incorporació d'una grua al camió s'aconsegueix una major independència a l'hora de la càrrega i descàrrega del material transportat, no depenent de maquinària auxiliar com carretons elevadors.
També podem definir com camió grua tot aquell que s'utilitza per a la retirada de vehicles de les vies públiques o assistència en carretera.